# Jean Victor Albert De Gesne
Jean Victor Albert De Gesne, né le 19 août 1843 à Paris où il est mort le 12 mai 1903, est un peintre français.

## Biographie
Jean Victor Albert Degesne est le fils de Pierre Victor Degesne, caissier, et de Jeanne Caroline Mareschal.
Il expose au Salon de 1870 à 1898.
Il meurt célibataire à l'âge de 59 ans à son domicile de la rue Michel-Ange. Il est inhumé au cimetière du Père-Lachaise.

## Participation aux Salons parisiens
(sauf mention)
- Départ pour l'attaque, au Salon de 1870[4].
- Hallali courant ; équipage de chiens anglo-poitevins, au Salon de 1872
- Hallali par terre ; équipage pour sanglier, au Salon de 1872
- L'Appel des chiens ; matinée d’hiver, au Salon de 1873
- Phann, bull-terrier, au Salon de 1874
- Le Dernier relais, au Salon de 1875
- Valet de chiens, au Salon de 1875 (Blois)
- Chiens au Chenil, au Salon de 1876 (Carcassonne)
- Le Coup du Garde, au Salon de 1876 (Carcassonne)
- Le Renseignement ; forêt de Fontainebleau, au Salon de 1876
- Chiens et piqueur, au Salon de 1877
- Le Coup du garde, au Salon de 1877 (Toulouse)
- Un rendez-vous de chasse au carrefour des Gorges ; forêt de Fontainebleau, au Salon de 1878
- Hallali courant ; forêt de Chantilly, au Salon de 1879
- Limiers, au Salon de 1880
- Chasse au chevreuil, au Salon de 1881
- Le Cerf forcé, au Salon de 1882
- Les Favoris, au Salon de 1883
- Limiers au chenil, au Salon de 1884
- Octobre, au Salon de 1885
- Le Cerf aux abois, au Salon de 1887
- Le Repos ; chiens français, au Salon de 1888
- Le Cerf à l'eau, au Salon de 1889
- Un coin de chenil, au Salon de 1890
- Cerf tenant aux chiens, au Salon de 1894
- Un coin de chenil, au Salon de 1895
- Couple de chiens courants, sous bois, au Salon de 1896
- L'Automne en forêt, au Salon de 1897
- Chiens courants à la lisière d'un bois, au Salon de 1898